# إرنست دينيس
إرنست دينيس (بالفرنسية: Ernest Denis)‏ هو مؤرخ وكاتب فرنسي، ولد في 3 يناير 1849 في نيم في فرنسا، وتوفي في 4 يناير 1921 في باريس في فرنسا.